# Ламотрек
Ламотрек (англ. Lamotrek) — атолл в Тихом океане в архипелаге Каролинские острова. Является частью Федеративных Штатов Микронезии и административно входит в состав штата Яп.

## География
Атолл Ламотрек расположен примерно в 11 км к востоку от острова Элато.
Атолл вытянут на 11,5 км с северо-запада на юго-восток, и имеет ширину 6,5 км. При этом суша, занимающая всего 0,982 км², окружает лагуну площадью 32 км². Сам атолл разделяется на три острова:
- Фалаите (на северо-западе),
- Пугуэ (на северо-востоке),
- собственно Ламотрек (на юго-востоке).

## Население
Население по переписи 2000 года — 339 человек.